# Medina decellei
Medina decellei là một loài ruồi trong họ Tachinidae.